# Mingshui (ort)
Mingshui är en ort i Kina. Den ligger i provinsen Shandong, i den östra delen av landet, omkring 45 kilometer öster om provinshuvudstaden Jinan.
Runt Mingshui är det tätbefolkat, med 591 invånare per kvadratkilometer. Det finns inga andra samhällen i närheten. Trakten runt Mingshui består till största delen av jordbruksmark.
Genomsnittlig årsnederbörd är 818 millimeter. Den regnigaste månaden är juli, med i genomsnitt 300 mm nederbörd, och den torraste är januari, med 6 mm nederbörd.